# Деповская улица
Деповская улица — улица в Москве, САО, районе Западное Дегунино. Длина — 350 метров.
Деповская улица идёт от пересечения Новой, Ангарской и Путейской улиц до тупика, за которым находится железная дорога. Деповская улица названа по находящемуся в данной местности железнодорожному депо «Ховрино». Общественный городской транспорт по Деповской улице не проходит и Деповская улица на атласах и картах общественного городского транспорта, как правило, не показана. Почтовый индекс — 125635. Форма улицы — зигзагообразная. Застроена служебными зданиями, мастерскими и заброшенными гаражами.
В глубине улицы расположен мемориал воинам-международникам «Они отдали жизнь за Родину» (автор — Ю. А. Волков).

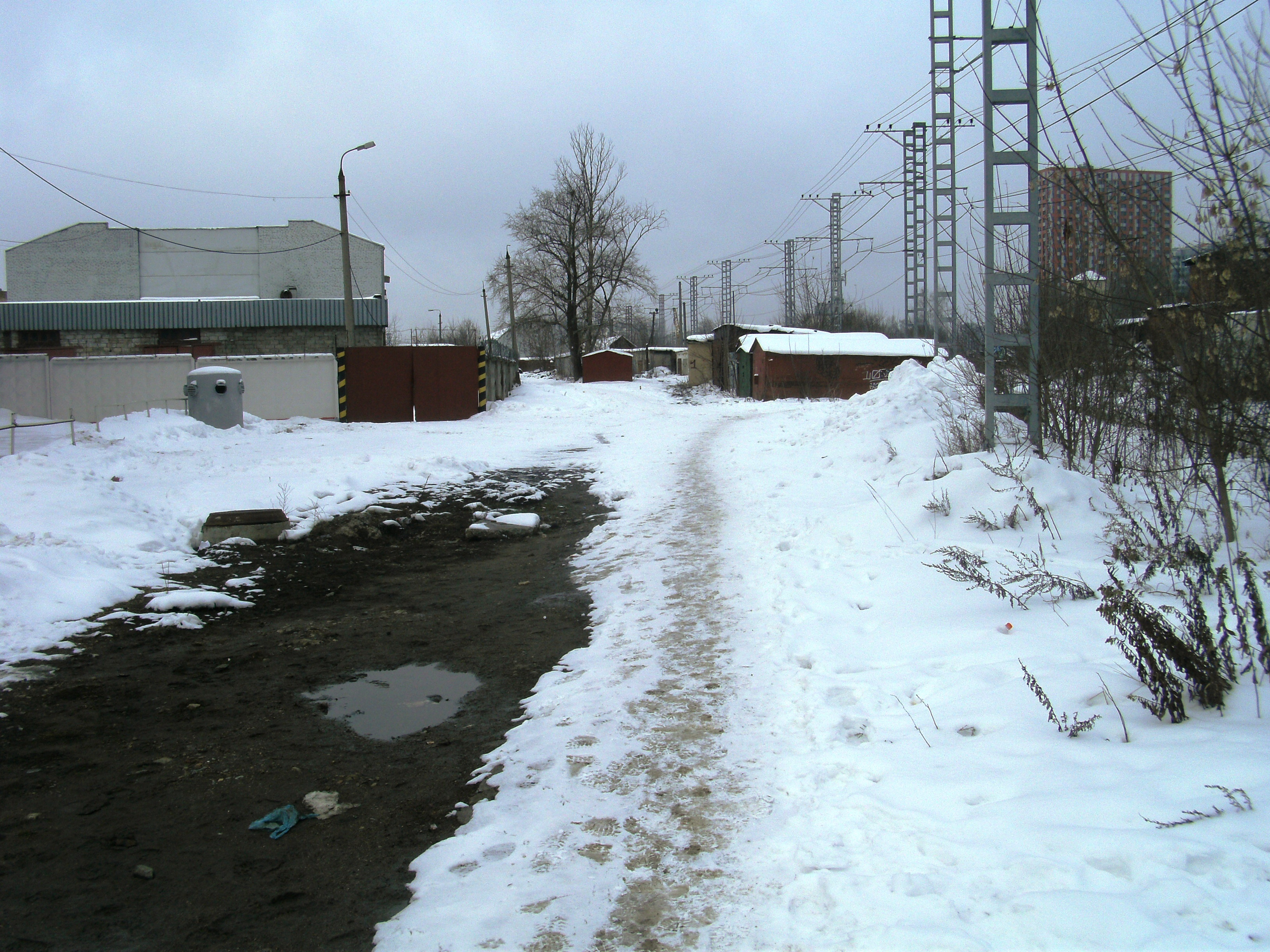
Начало улицы
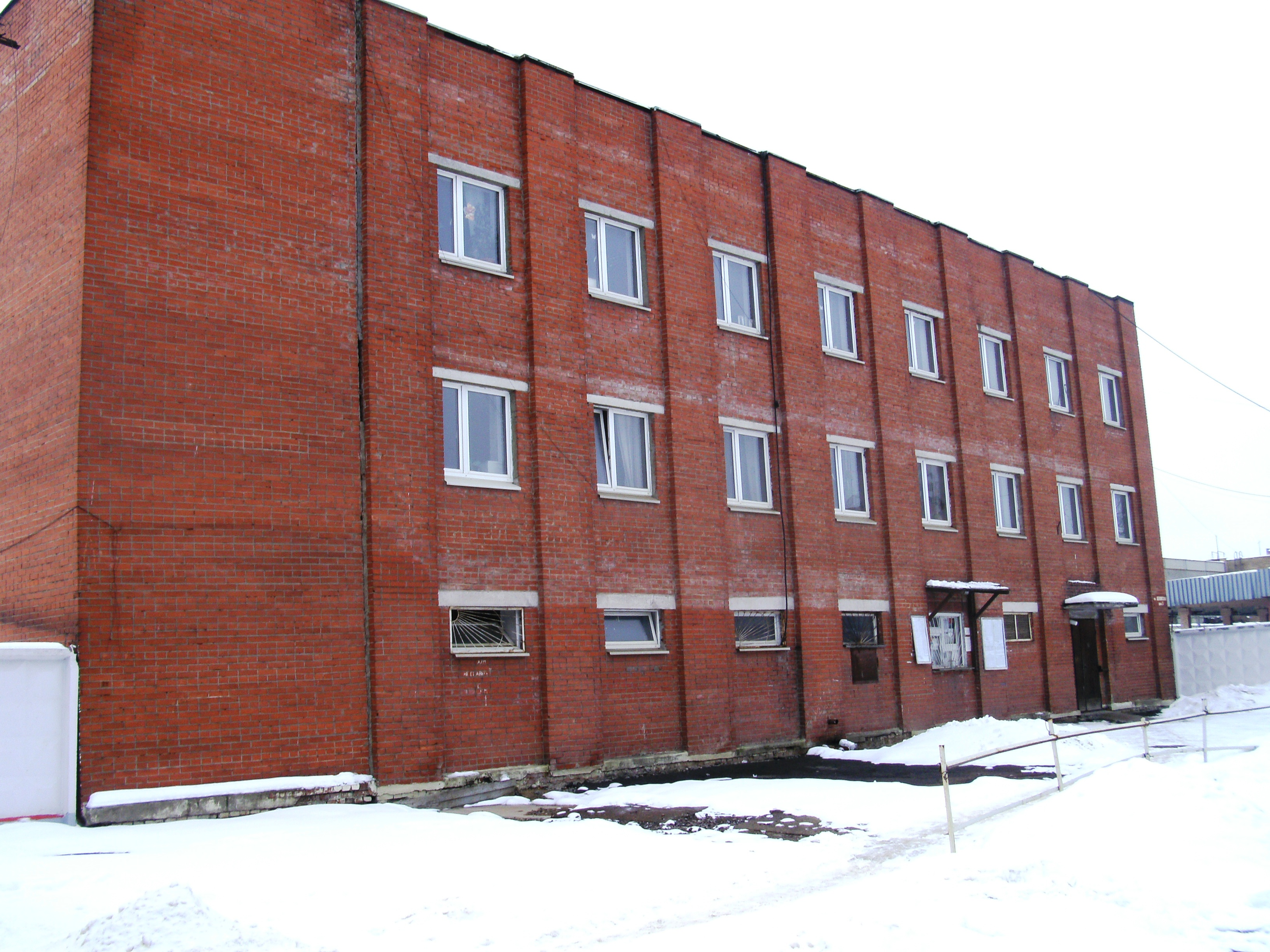
Дом № 3
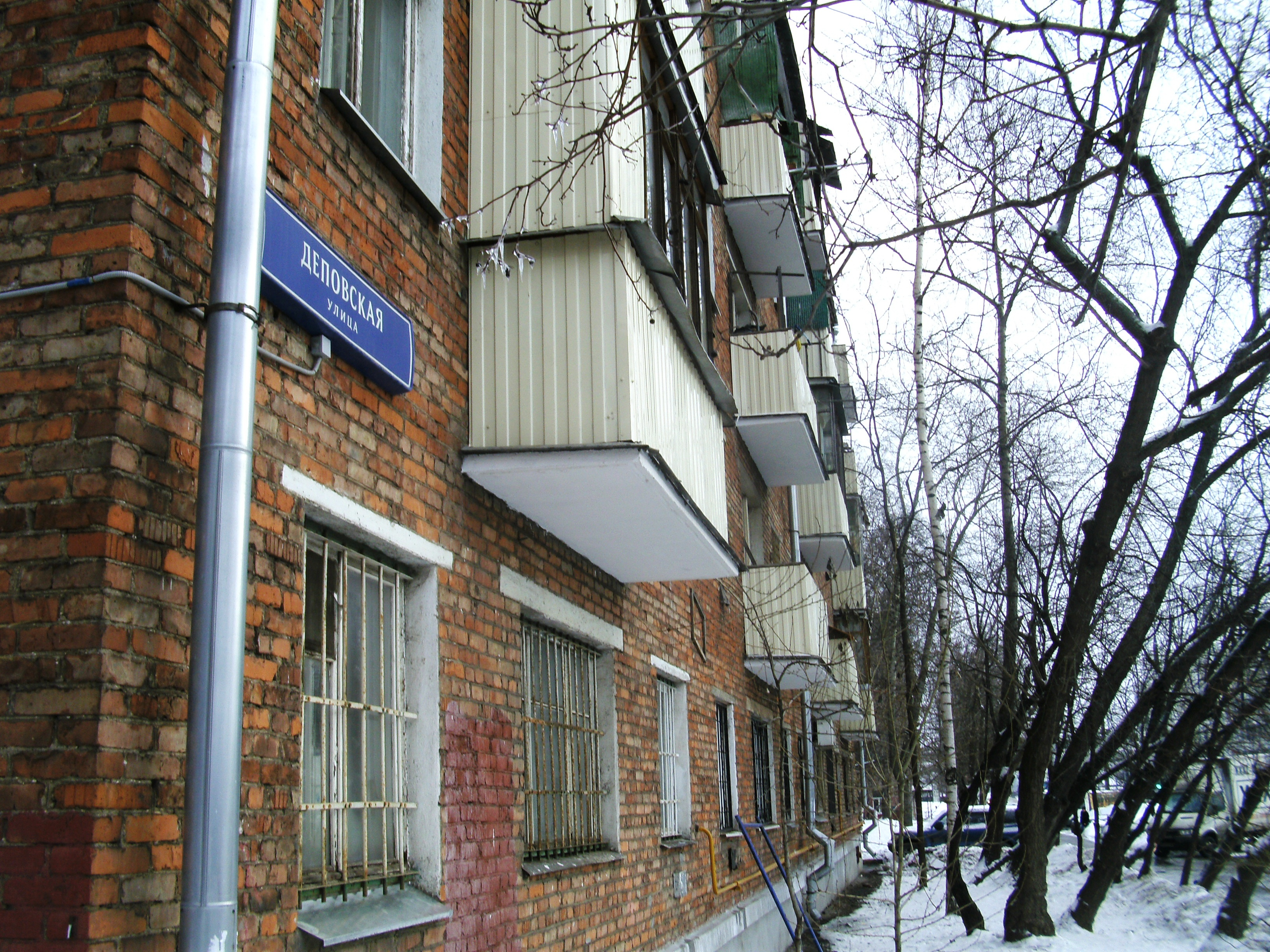
Дом без номера
Мемориал воинам-международникам «Они отдали жизнь за Родину»